# Hommage aan Paradzjanov
Hommage aan Paradzjanov is een artistiek kunstwerk in Amsterdam-Zuid, Nieuwe Pijp, Vredeskerkplein.
Het kunstwerk van Thom Puckey werd geplaatst in opdracht van de gemeente Amsterdam, die op verzoek van de Vredeskerk meegaf dat er een waterelement in het kunstwerk verwerkt moest zijn. Het meerdelig object is opgebouwd uit Carrara-marmer, granieten tegels, brons en bomen. Puckey schreef:
- het grondvlak, bestaande uit elf concentrische cirkel, is opgebouwd uit graniet in diverse kleuren; het grijpt terug op het schilderij Hof van Eden van de middeleeuwse schilder Giovanni di Paolo; het hof is in dat schilderij omcirkeld door banen van zon (rode ring voor vuur), zeven planeetringen en de zodiac
- de daarop staande/liggende objecten zijn gebaseerd op de film De kleur van granaatappels (over het leven van Sajat Nova) van Sergej Paradzjanov

Die staande/liggende objecten bestaan door water verzadigde boeken (hier in brons), die volgens een oude techniek ontwaterd worden door er zware stenen op te leggen. Phuckey gaf hiermee in een metafoor weer, het onttrekken van kennis aan (heilige) boeken. Water en kennis stromen uit de boeken naar genoemd grondvlak. Twee van de drie boeken worden ontwaterd door marmeren rotsen; een derde wordt uitgeperst door een maan uit één stuk marmer gebeiteld. Alle drie de stapels staan in een opvangbak, van waaruit het water naar het midden stroomt. Er zijn echter ook stapels boeken te zien, waarop geen gewicht ligt. Deze kunnen als zitelement gebruikt worden. Deze zitjes zijn geplaatst in de schaduw van zilversparren die deel uit maken van het kunstobject. 

## Afbeeldingen

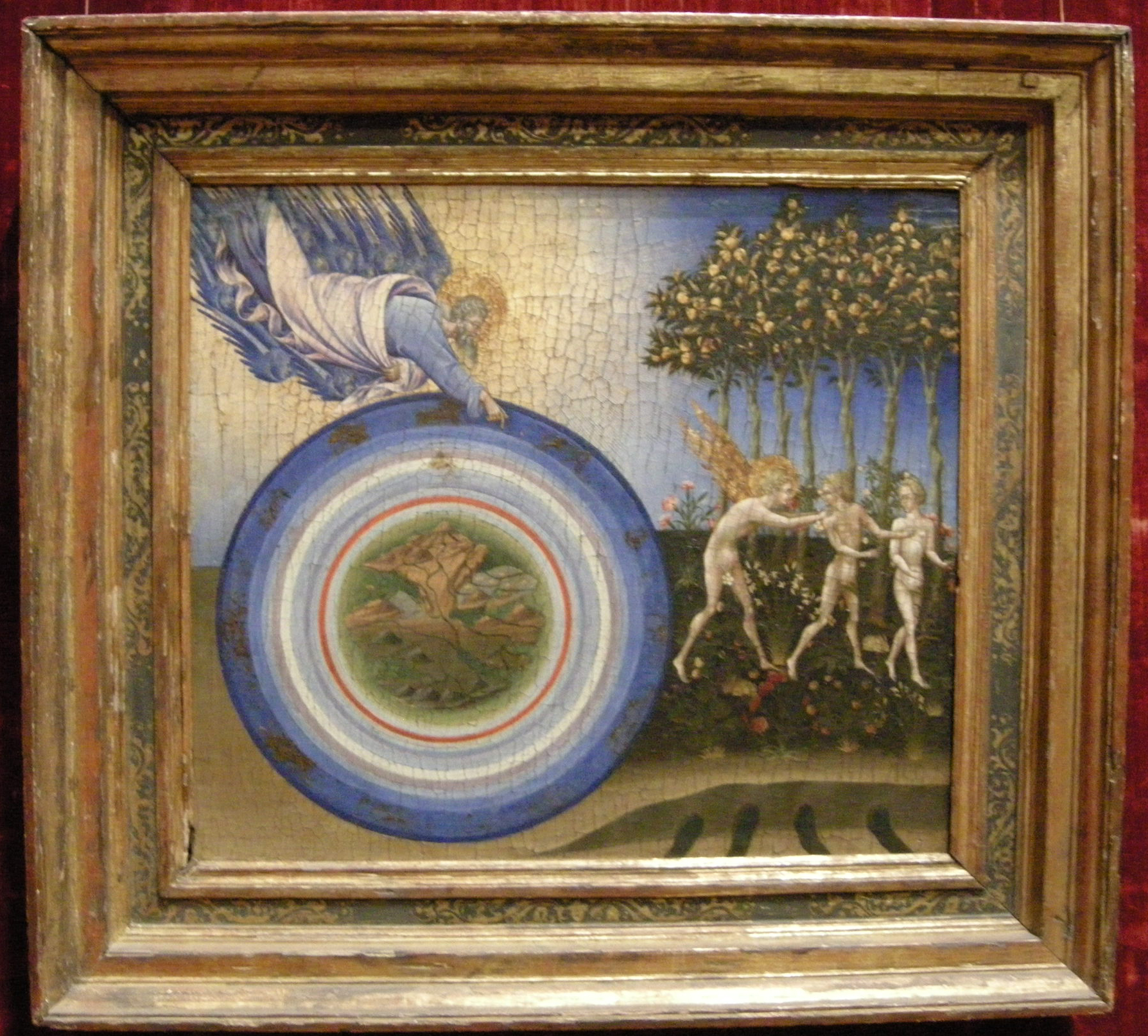
Schepping van en uitdrijving uit het Hof ven Eden van Giovanni di Paolo
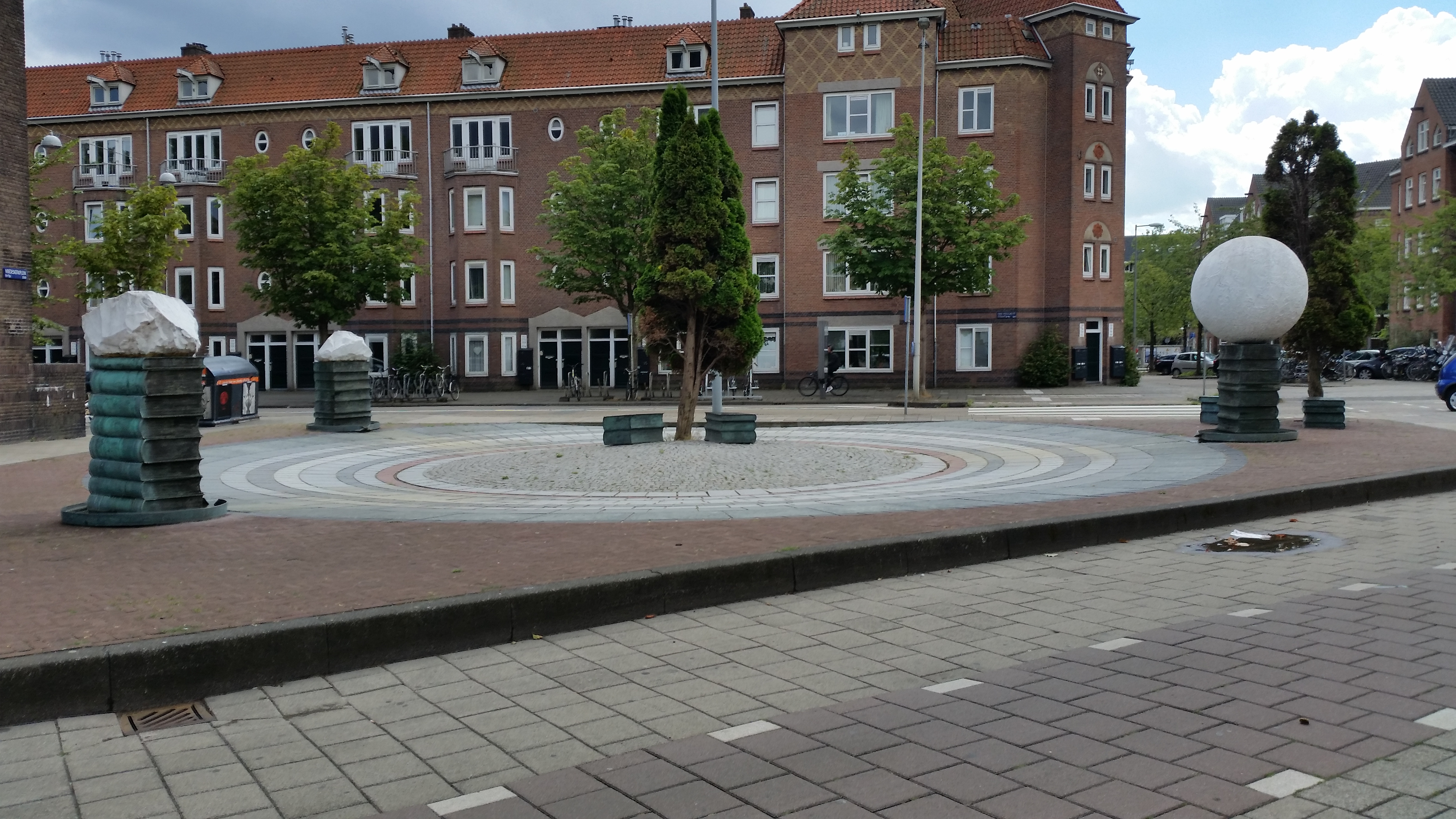
Overzicht Hommage aan Paradzjanov (augustus 2018)
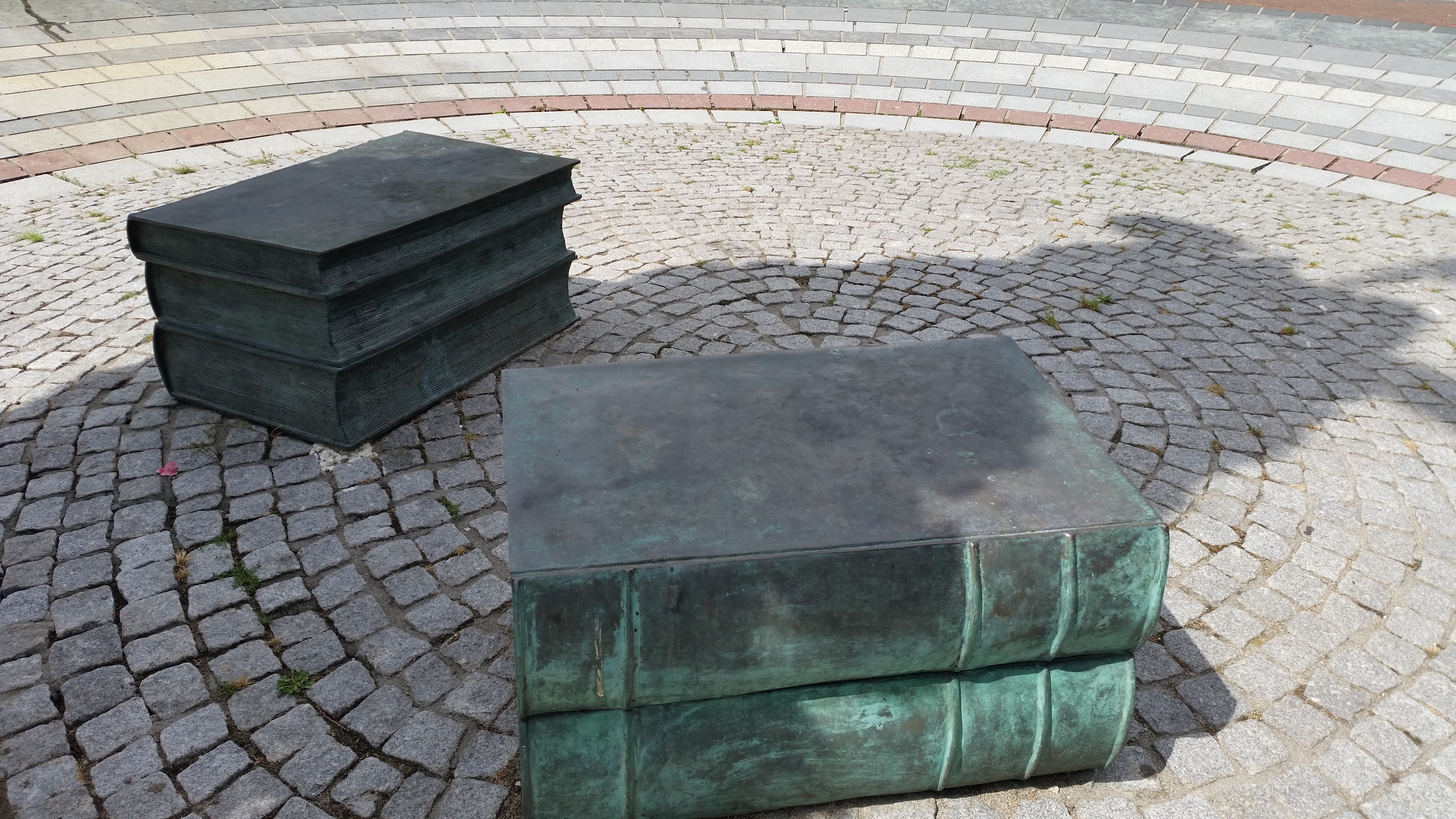
Zitelementen (augustus 2018)